# Пюимишель
Пюимише́ль (фр. Puimichel, окс. Puegmichèu) — коммуна во Франции, находится в регионе Прованс — Альпы — Лазурный Берег. Департамент коммуны — Альпы Верхнего Прованса. Входит в состав кантона Ле-Ме. Округ коммуны — Динь-ле-Бен.
Код INSEE коммуны — 04156.

## Население
Население коммуны на 2008 год составляло 255 человек.
| 1962 | 1968 | 1975 | 1982 | 1990 | 1999 | 2008 |
| ---- | ---- | ---- | ---- | ---- | ---- | ---- |
| 152  | 161  | 147  | 194  | 203  | 237  | 255  |

## Экономика
В 2007 году среди 181 человека в трудоспособном возрасте (15—64 лет) 130 были экономически активными, 51 — неактивными (показатель активности — 71,8 %, в 1999 году было 67,5 %). Из 130 активных работали 112 человек (68 мужчин и 44 женщины), безработных было 18 (6 мужчин и 12 женщин). Среди 51 неактивных 16 человек были учениками или студентами, 15 — пенсионерами, 20 были неактивными по другим причинам.

## Достопримечательности
- Астрономическая обсерватория, построена в 1982 году.
- Церковь Нотр-Дам-дю-Сер (1547 год), исторический памятник.
- Часовня Сент-Эльзеар. Построена в 1700 году, сгорела в 1923 году из-за пожара, вызванного молнией. Сейчас она полностью восстановлена.
- Часовня Сен-Жозеф (XVIII год).

## Фотогалерея

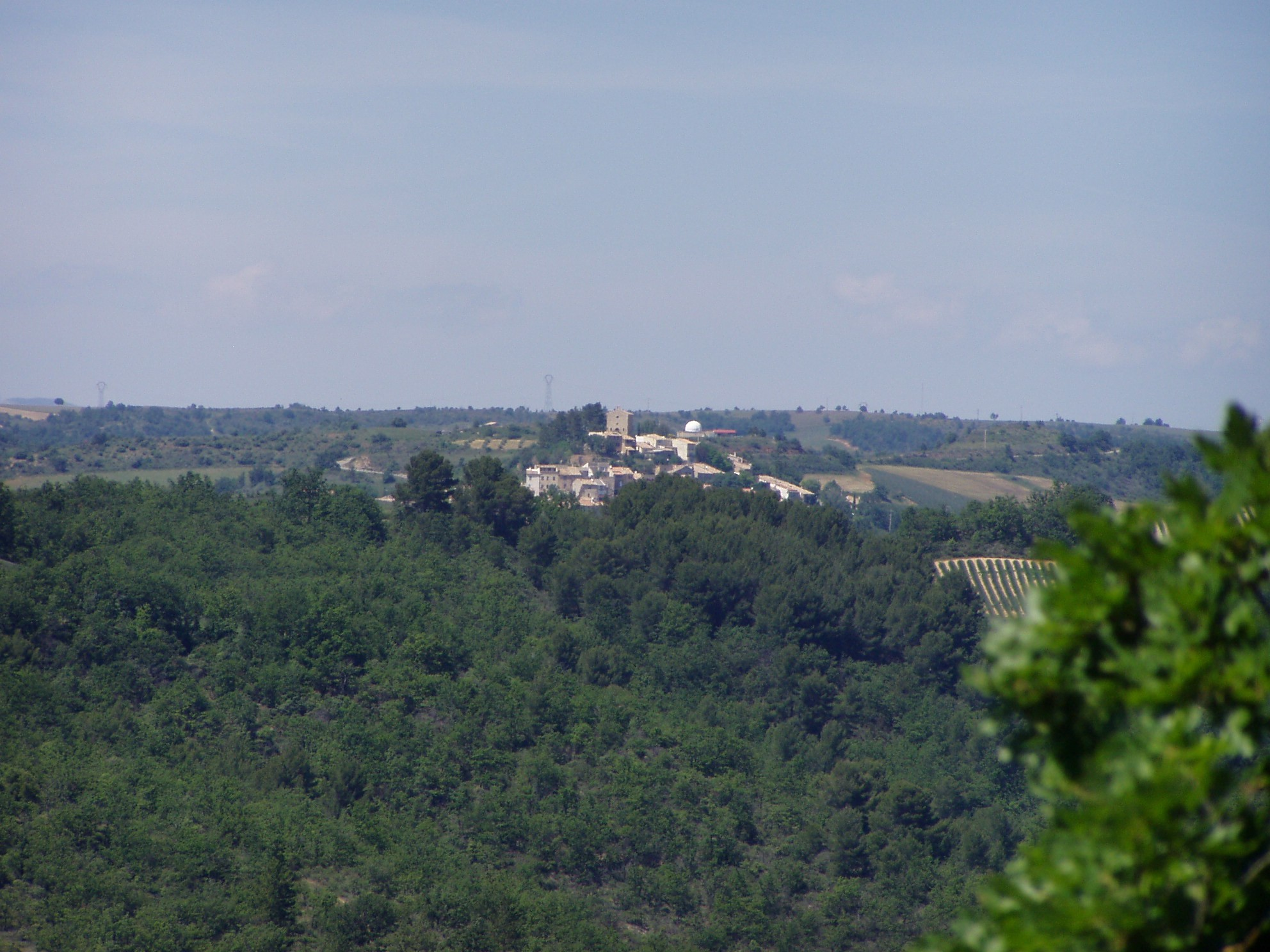
Пюимишель
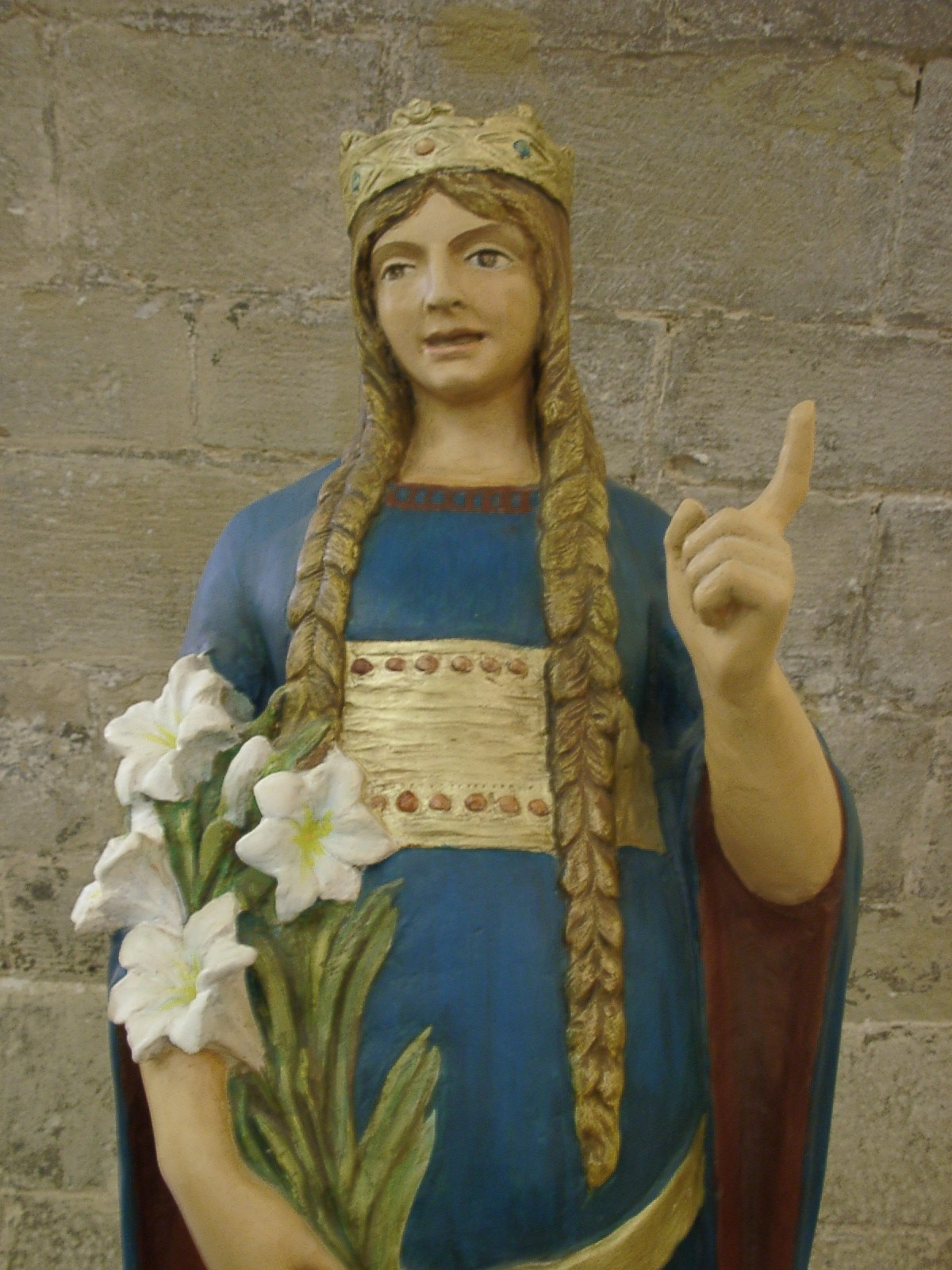
Статуя Сен-Дельфин (1929)
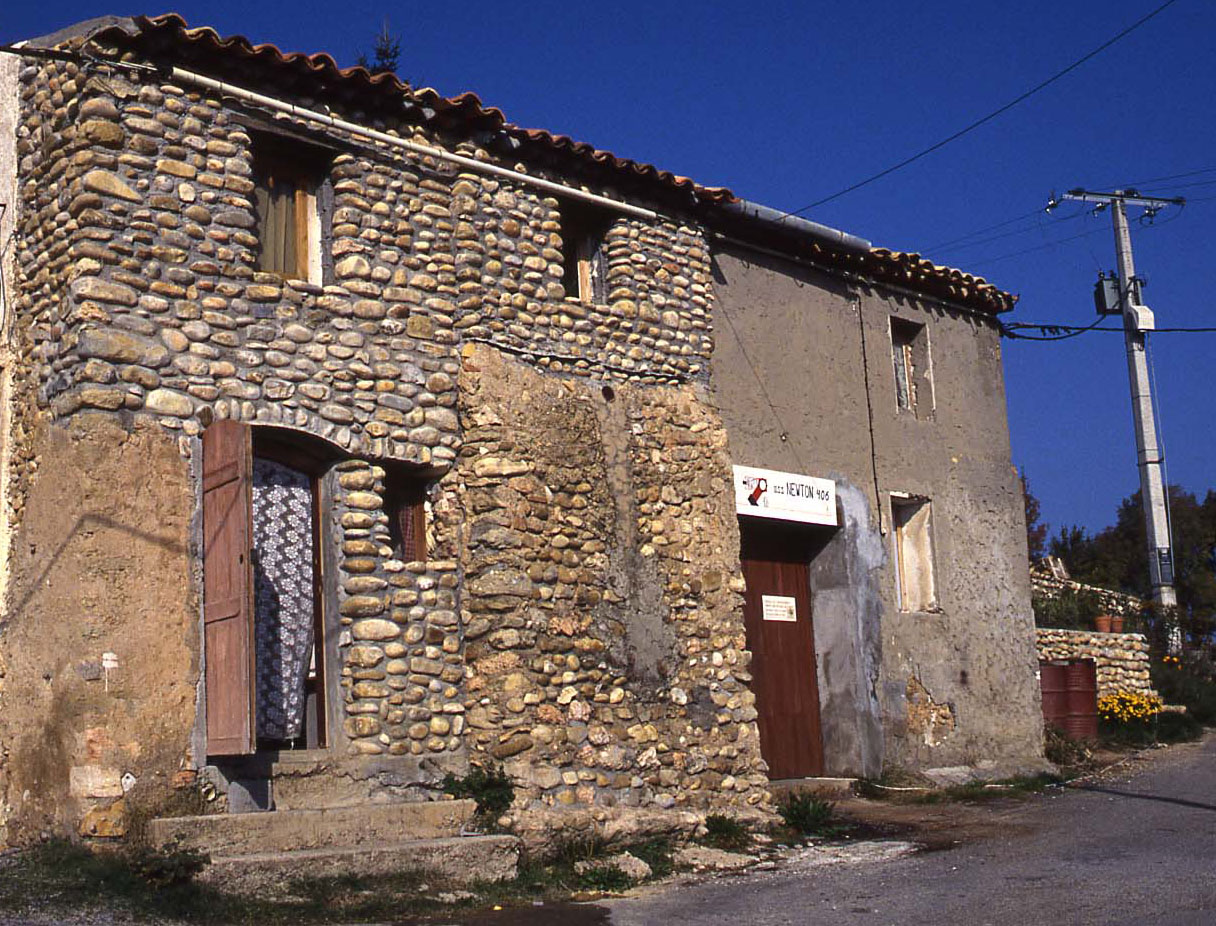
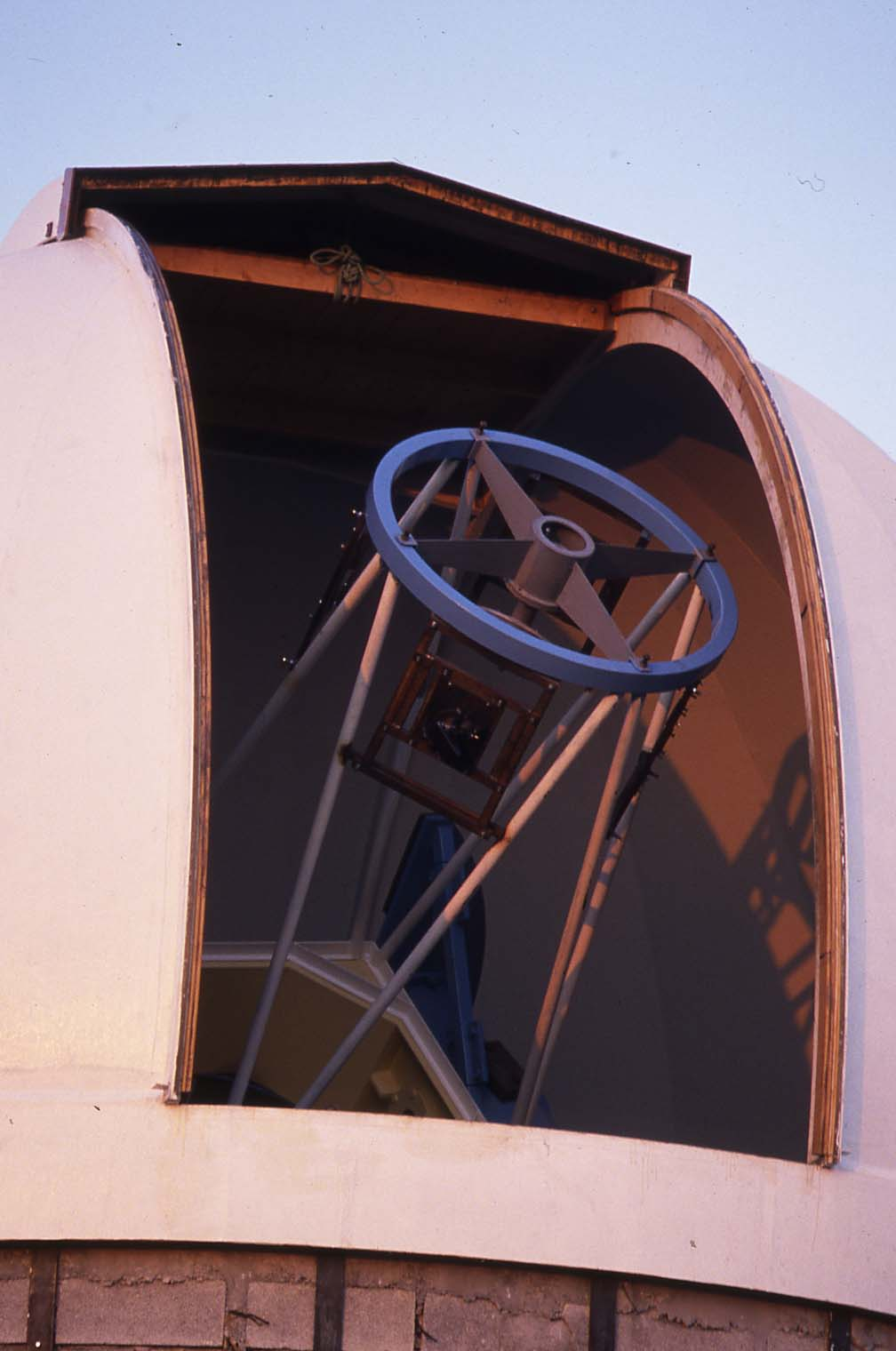
Телескоп обсерватории